# Podovi (Drvar)
Pour les articles homonymes, voir Podovi.
Podovi (en serbe cyrillique : Подови) est un village de Bosnie-Herzégovine. Il est situé dans la municipalité de Drvar, dans le canton 10 et dans la fédération de Bosnie-et-Herzégovine. Selon les premiers résultats du recensement bosnien de 2013, il compte 82 habitants.

## Démographie

### Évolution historique de la population
| 1948 | 1953 | 1961 | 1971 | 1981 | 1991 | 2013 |
| ---- | ---- | ---- | ---- | ---- | ---- | ---- |
| -    | -    | 568  | 368  | 273  | 201  | 82   |

|  |

### Communauté locale
En 1991, la communauté locale de Podovi comptait 221 habitants, répartis de la manière suivante :